# Gdaňský přístav
Gdaňský přístav (polsky Port Gdańsk) je mořský přístav v Gdaňsku. Leží v Pomořském vojvodství na jižním břehu Gdaňského zálivu a také v rameni Visly zvaném Mrtvá Visla. Jedná se o největší polský přístav a o jeden z největších přístavů v Baltském moři. Zaujímá plochu 1065,56 ha a v roce 2010 jím prošlo 27,183 miliónů tun nákladu.